# Murchisonella columna
Murchisonella columna is een slakkensoort uit de familie van de Murchisonellidae. De wetenschappelijke naam van de soort is voor het eerst geldig gepubliceerd in 1907 door Hedley.